# Brabantse derby
De Brabantse derby is de voetbalwedstrijd tussen de rivaliserende Noord-Brabantse voetbalclubs NAC Breda en Willem II uit Tilburg. Breda en Tilburg zijn nabuursteden van vergelijkbare omvang en statuur, waartussen een zekere rivaliteit bestaat, zoals Arnhem en Nijmegen in Gelderland. Voor Willem II is NAC de club waar het vaakst tegen gespeeld is.

## Statistieken
| Wedstrijdenstatistieken                                                                       | Wedstrijdenstatistieken | Wedstrijdenstatistieken | Wedstrijdenstatistieken | Wedstrijdenstatistieken | Wedstrijdenstatistieken | Wedstrijdenstatistieken |
| Competitie                                                                                    | Wedst.                  | NAC                     | Gelijk                  | WII                     | DNAC                    | DWII                    |
| --------------------------------------------------------------------------------------------- | ----------------------- | ----------------------- | ----------------------- | ----------------------- | ----------------------- | ----------------------- |
| Eredivisie                                                                                    | 66                      | 23                      | 21                      | 22                      | 89                      | 82                      |
| Eerste divisie                                                                                | 8                       | 3                       | 2                       | 3                       | 10                      | 12                      |
| Nacompetitie                                                                                  | 2                       | 1                       | 0                       | 1                       | 3                       | 4                       |
| KNVB Beker                                                                                    | 3                       | 2                       | 0                       | 1                       | 7                       | 5                       |
| Overig                                                                                        | 13                      | 5                       | 1                       | 7                       | 18                      | 24                      |
| TOTAAL                                                                                        | 92                      | 34                      | 24                      | 34                      | 127                     | 127                     |
| Tabel voor het laatst bijgewerkt tot de wedstrijd NAC Breda – Willem II (1–1) op 18 mei 2025. |                         |                         |                         |                         |                         |                         |

## Overstappers
De volgende spelers maakten direct de overstap van NAC Breda naar Willem II of andersom. Er zijn meer spelers die voor beide clubs uitkwamen, maar niet direct van de ene club naar de andere transfereerden.
| Seizoen | Speler             | Van       | Naar      | Bijzonderheid |
| ------- | ------------------ | --------- | --------- | ------------- |
| 1960/61 | Jan van Helden     | NAC Breda | Willem II |               |
| 1967/68 | Frie Nouwens       | Willem II | NAC Breda |               |
| 1967/68 | Ger Saris          | NAC Breda | Willem II |               |
| 1969/70 | Gerrie Deijkers    | NAC Breda | Willem II |               |
| 1974/75 | Jan Cruijssen      | Willem II | NAC Breda |               |
| 1975/76 | Henk van Rooij     | NAC Breda | Willem II |               |
| 1976/77 | Arie Damsma        | Willem II | NAC Breda |               |
| 1987/88 | Guus van der Borgt | Willem II | NAC Breda |               |
| 1987/88 | Meindert Dijkstra  | Willem II | NAC Breda |               |
| 1987/88 | Wanny van Gils     | NAC Breda | Willem II |               |
| 1990/91 | Ruud Brood         | NAC Breda | Willem II |               |
| 1994/95 | Yassine Abdellaoui | Willem II | NAC Breda |               |
| 1995/96 | John Lammers       | NAC Breda | Willem II |               |
| 1996/97 | Earnest Stewart    | Willem II | NAC Breda |               |
| 1997/98 | John Feskens       | Willem II | NAC Breda |               |
| 1999/00 | Ricardo Smits      | NAC Breda | Willem II |               |
| 2002/03 | Yassine Abdellaoui | Willem II | NAC Breda |               |
| 2003/04 | Bart Van den Eede  | NAC Breda | Willem II | Verhuurd      |
| 2003/04 | Peter Zoïs         | NAC Breda | Willem II |               |
| 2008/09 | Ariën Pietersma    | NAC Breda | Willem II |               |
| 2010/11 | Jens Janse         | Willem II | NAC Breda |               |
| 2011/12 | Joonas Kolkka      | NAC Breda | Willem II |               |
| 2014/15 | Thomas van Miert   | NAC Breda | Willem II |               |
| 2015/16 | Kevin Brands       | Willem II | NAC Breda |               |
| 2015/16 | Erik Falkenburg    | NAC Breda | Willem II |               |
| 2016/17 | Robbie Haemhouts   | Willem II | NAC Breda |               |
| 2017/18 | Nigel Bertrams     | Willem II | NAC Breda |               |